# Llac Pukaki
El Llac Pukaki és el més gran de tres llacs alpins més o menys paral·lels que van de nord a sud al llarg de la vora nord de la conca Mackenzie (els altres dos són el Llac Ohau i el Llac Tekapo), a l'illa del Sud de Nova Zelanda. Tots tres llacs es van crear quan les morrenes terminals de les glaceres que retrocedien van bloquejar les seves valls respectives, formant llacs de morrenes.

## Descripció
L'alimentació glacial dels llacs els dona un color blau distintiu, creat per la farina glacial, que són partícules de roca extremadament fines de les glaceres. El llac Pukaki cobreix una àrea de 178,7 km², i l'elevació de superfície del llac normalment va de 518,2 a 532 m per damunt del nivell del mar.
El llac és alimentat al seu extrem nord pel riu trenat Tasman, que té la seva font a les glaceres Tasman i Hooker, prop de l'Aoraki/Mont Cook. Des de la costa sud del llac hi ha bones vistes de la muntanya, que està a 70 km.
El llac és ara part del pla hidroelèctric Waitaki. La sortida original del llac era al seu extrem sud, al riu Pukaki, però allà s'hi ha construït una presa, i els canals duen aigua del Llac Pukaki i el Llac Ohau a través de la central elèctrica d'Ohau al Llac Ruataniwha. El Llac Pukaki també és alimentat per les aigües del Llac Tekapo, que es desvien a través d'un canal a una central elèctrica a la costa est de Pukaki. El llac s'ha aixecat dues vegades per tal d'augmentar la seva capacitat d'emmagatzematge (9 m la dècada del 1940, 37 m durant els anys 70), submergint Five Pound Note Island, que apareixia en els bitllets de cinc lliures de Nova Zelanda. El llac actual té una gamma operativa de 13,8 m (el nivell dins del qual es pot aixecar o abaixar artificialment), donant-li una capacitat d'emmagatzematge d'energia de 1.595 GWh. Juntament amb l'emmagatzematge del Llac Tekapo, de 770 GWh, produeix més de la meitat de la capacitat d'emmagatzematge d'hidroelectricitat del país.